# Kolviken
Kolviken is een plaats in de gemeente Smedjebacken in het landschap Dalarna en de provincie Dalarnas län in Zweden. De plaats heeft 59 inwoners (2005) en een oppervlakte van 21 hectare. De plaats ligt aan het meer Leran.